# Средњи Бушевић (Крупа на Уни)
Средњи Бушевић је насељено мјесто у општини Крупа на Уни, Република Српска, БиХ. Према попису становништва из 2013. у насељу је живјело 283 становника.

## Географија
Овде се налази црква Вазнесења Господњег.

## Историја
Средњи Бушевић се до распада Југославије налазио у југословенској општини Босанска Крупа. Након рата у БиХ, један дио некадашњег југословенског насељеног мјеста Средњи Бушевић у тадашњој општини Босанска Крупа је ушао у састав општине Крупа на Уни у Републици Српској.

## Становништво
| Демографија | Демографија | Демографија |
| Година      | Становника  | Становника  |
| ----------- | ----------- | ----------- |
| 1948.       | 833         |             |
| 1953.       | 877         |             |
| 1961.       | 915         |             |
| 1971.       | 844         |             |
| 1981.       | 655         |             |
| 1991.       | 470         |             |
| 2013.       | 283         |             |